# Palanda (canton)
Palanda est un canton d'Équateur situé dans la province de Zamora-Chinchipe.